# 142084 Джеймсданієль
142084 Джеймсданієль (142084 Jamesdaniel) — астероїд головного поясу, відкритий 29 серпня 2002 року.
Тіссеранів параметр щодо Юпітера — 3,520.